# Lê Anh Thơ
Lê Anh Thơ là một sĩ quan cấp cao trong Quân đội nhân dân Việt Nam, hàm Trung tướng, nguyên Phó Chính ủy Quân khu 5, Chính ủy Học viện Lục quân

## Thân thế và sự nghiệp
Trước đó ông từng giữ chức Phó Cục trưởng Cục Chính trị Quân khu 5
Tháng 6 năm 2011, bổ nhiệm giữ chức Cục trưởng Cục Chính trị Quân khu 5 thay Trần Quang Phương làm Chính ủy Quân khu 5
Năm 2012, bổ nhiệm giữ chức Phó Chính ủy Quân khu 5 thay Lê Văn Hoàng làm Chính ủy Tổng cục Hậu cần
Tháng 2 năm 2015, bổ nhiệm giữ chức Chính ủy Học viện Lục quân
Tháng 4 năm 2018, ông nghỉ hưu
Thiếu tướng (2012), Trung tướng (2016)